# Hong Kong en los Juegos Olímpicos de Atenas 2004
Hong Kong estuvo representado en los Juegos Olímpicos de Atenas 2004 por un total de 32 deportistas, 14 hombres y 18 mujeres, que compitieron en 10 deportes.
La portadora de la bandera en la ceremonia de apertura fue la nadadora Sherry Tsai.

## Medallistas
El equipo olímpico hongkonés obtuvo las siguientes medallas:
| Nombre               | Deporte       | Competición |
| -------------------- | ------------- | ----------- |
| Oro                  |               |             |
| —                    |               |             |
| Plata                |               |             |
| Ko Lai Chak Li Ching | Tenis de mesa | Dobles M    |
| Bronce               |               |             |
| —                    |               |             |